# Bathyplectes balearicus
Bathyplectes balearicus là một loài tò vò trong họ Ichneumonidae.